# Roboroach
Roboroach (RoboRoach) è una serie televisiva a cartoni animati canadese prodotta da Helix Animation, Portfolio Entertainment, RTV Family Entertainment AG e Teletoon. La serie debutta in Giappone il 16 luglio 2001 mentre in Canada su Teletoon dall'8 gennaio 2002 al 14 giugno del 2004, mentre in Italia viene trasmesso su Jetix a partire da gennaio 2006 e in chiaro su K2.

## Trama
Come si vede nella sequenza iniziale, lo scarafaggio Ruben Roach, detto Rub, stava cercando del cibo, fino a quando non viene catturato. Suo fratello maggiore Reginald, detto Reg, lo salva, ma quando saltano in una presa elettrica, Rub si trasforma in uno scarafaggio con sembianze robotiche, chiamato Roboroach. Dopodiché, giura di usare i suoi poteri solo per il bene collettivo e mai per uso personale, come invece avrebbe voluto Reg, ossessionato dal denaro e della ricchezza.

## Doppiaggio
| Personaggio                               | Doppiatore originale | Doppiatore italiano   |
| ----------------------------------------- | -------------------- | --------------------- |
| Ruben "Rube" Roach/Roboroach              | Scott Thompson       | Oliviero Dinelli      |
| Reginald "Reg" Roach                      | Ted Dykstra          | Ambrogio Colombo      |
| Sindaco De Vermis (Mayor Mierworm)        |                      | Fabrizia Castagnoli   |
| Mandible Lecter                           |                      | Stefano Mondini       |
| Sterling Macinasoldi (Sterling Überbucks) |                      | Nanni Baldini         |
| Toady                                     |                      | Luigi Ferraro         |
| Buanasummer                               |                      | Aurora Cancian        |
| Capo della Polizia                        |                      | Dario De Grassi       |
| Vedova Nera                               |                      | Stefania Romagnoli    |
| Dott. Pillbug                             |                      | Gino La Monica        |
| Leccapiedi                                |                      | Stefano Billi         |
| Miss Conduct                              |                      | Lorenza Biella        |
| Pet                                       |                      | Mario Bombardieri     |
| Pulcervello (Fleabrain)                   |                      | Mino Caprio           |
| Scheggia                                  |                      | Gerolamo Alchieri     |
| Sig.ra Vanderlick                         |                      | Graziella Polesinanti |
| Slug                                      |                      | Giuliano Santi        |
| Sterminator (The Exterminator)            |                      | Stefano De Sando      |

## Episodi

### Prima stagione
| n° | Titolo originale                 | Titolo italiano                 | Prima TV Canada   | Prima TV Italia |
| -- | -------------------------------- | ------------------------------- | ----------------- | --------------- |
| 1  | Reg Bugs Out                     | Reg matto da legare             | 16 luglio 2001    | gennaio 2006    |
| 1  | Little Big Mouth                 | Mandible the cannibal           | 16 luglio 2001    | gennaio 2006    |
| 2  | Pains, Drains, and Robomobiles   | Una corsa fortunata             | 17 luglio 2001    |                 |
| 2  | Jungle Bugs                      | Il popolo della jungla          | 17 luglio 2001    |                 |
| 3  | Fitness Bug                      | In perfetta forma               | 22 gennaio 2002   |                 |
| 3  | Runaway Roaches                  | Arrestate Rube Roach            | 22 gennaio 2002   |                 |
| 4  | Popsicle Pest                    | Anga Banga l'antenato           | 29 gennaio 2002   |                 |
| 4  | Weakened Gladiators              | I gladiatori                    | 29 gennaio 2002   |                 |
| 5  | Sugar Mommy                      | La vedova nera                  | 5 febbraio 2002   |                 |
| 5  | X-Pet                            | La tartaruga mutante            | 5 febbraio 2002   |                 |
| 6  | Bedridden Bug                    | Un astuto stratagemma           | 12 febbraio 2002  |                 |
| 6  | Robo Roach: The Movie            | Ciak, si gira                   | 12 febbraio 2002  |                 |
| 7  | Two Bugs and a Baby              | Due insetti e un bebè           | 19 febbraio 2002  |                 |
| 7  | Überland                         | Terrore al luna park            | 19 febbraio 2002  |                 |
| 8  | Santa's Bitter Helper            | Gli aiutanti di Babbo Natale    | 26 febbraio 2002  |                 |
| 8  | Flushed-Aways                    | L'isola dei sogni               | 26 febbraio 2002  |                 |
| 9  | Robo Watch                       | Robo-watch                      | 5 marzo 2002      |                 |
| 9  | Sins of the Teacher              | Errori d'insegnamento           | 5 marzo 2002      |                 |
| 10 | Rube Awakenings                  | Risvegli                        | 12 marzo 2002     |                 |
| 10 | Battling For Uberbucks           | I sopravvissuti                 | 12 marzo 2002     |                 |
| 11 | Bug Tusslers                     | Insetti lottatori               | 19 marzo 2002     |                 |
| 11 | Death of a Salesbug              | Morte di un insetto viaggiatore | 19 marzo 2002     |                 |
| 12 | Revenge of the Fleabrain         | Pulcervello - la vendetta       | 9 aprile 2002     |                 |
| 12 | Ghost Bunglers                   | I pasticcia-fantasmi            | 9 aprile 2002     |                 |
| 13 | Mite Makes Wrong                 | Il ritorno di Ultramite         | 16 aprile 2002    |                 |
| 13 | Good Deed Day                    | Il giorno delle buoni azioni    | 16 aprile 2002    |                 |
| 14 | The Flying Roachinis             | I fratelli volanti              | 2 settembre 2002  |                 |
| 14 | Cowbugs                          | Selvaggio West                  | 2 settembre 2002  |                 |
| 15 | Political Partying               | Candidato sindaco               | 6 settembre 2002  |                 |
| 15 | Bugfoot Tetish                   | Ranger Reg                      | 6 settembre 2002  |                 |
| 16 | Bugs With Gas                    | Stazione di servizio            | 9 settembre 2002  |                 |
| 16 | Insectizoids                     | Gli insettizoidi                | 9 settembre 2002  |                 |
| 17 | Vexburg 500                      | La grande corsa                 | 13 settembre 2002 |                 |
| 17 | Guilty Please                    | Non sono innocente!             | 13 settembre 2002 |                 |
| 18 | Family Feud                      | Riunione di famiglia            | 16 settembre 2002 |                 |
| 18 | Robo Reg                         | Robo Reg                        | 16 settembre 2002 |                 |
| 19 | Under The Rainbow                | Che fatica essere re            | 20 settembre 2002 |                 |
| 19 | Bed Bug Walking                  | Rube sonnambulo                 | 20 settembre 2002 |                 |
| 20 | Sluggies                         | Lumaconzole                     | 23 settembre 2002 |                 |
| 20 | Delivery Bugs                    | Consegne a domicilio            | 23 settembre 2002 |                 |
| 21 | Jockey Shorts                    | Il re delle corse               | 27 settembre 2002 |                 |
| 21 | The RoboRoach Show               | Roboroach Show                  | 27 settembre 2002 |                 |
| 22 | The Big Bug Sleep                | Solo 24 ore                     | 30 settembre 2002 |                 |
| 22 | Prehistoric Pest                 | Gli insettosauri                | 30 settembre 2002 |                 |
| 23 | Ruby's Slippers                  | Le pantofole rosa               | 4 ottobre 2002    |                 |
| 23 | The President's Brain Is Missing | Il cervello del direttore       | 4 ottobre 2002    |                 |
| 24 | Club Dead                        | Vacanze pericolose              | 7 ottobre 2002    |                 |
| 24 | Omega Mites                      | Il silenzio degli assenti       | 7 ottobre 2002    |                 |
| 25 | The Great Reginini               | Il Grande Reg-inini             | 11 ottobre 2002   |                 |
| 25 | Dustmites Come Home              | Tornate a casa, piccoli!        | 11 ottobre 2002   |                 |
| 26 | The High Cost Of Laughing        | Il prezzo della felicità        | 14 ottobre 2002   |                 |
| 26 | Loco Hero                        | Un eroe supermaldestro          | 14 ottobre 2002   |                 |

### Seconda stagione
| n° | Titolo originale                  | Titolo italiano             | Prima TV Canada   |
| -- | --------------------------------- | --------------------------- | ----------------- |
| 1  | Shuttle Bugs                      | Viaggio spaziale            | 6 settembre 2003  |
| 1  | Rememberizing Rube                | Il Rimembratore             | 6 settembre 2003  |
| 2  | Ship Of Foods                     | Un oceano di guai           | 7 settembre 2003  |
| 2  | Pipe Reams                        | L'oro nero                  | 7 settembre 2003  |
| 3  | CopRoach Academy                  | Accademia di polizia        | 14 settembre 2003 |
| 3  | Tooth For A Tooth                 | Dente per dente             | 14 settembre 2003 |
| 4  | Überpops                          | Il ricco premio             | 21 settembre 2003 |
| 4  | Ballwashers Championship          | Il torneo dei lavatori      | 21 settembre 2003 |
| 5  | Office Hours                      | Ore d'ufficio               | 28 settembre 2003 |
| 5  | Miss Vexburg                      | Miss Vexburg                | 28 settembre 2003 |
| 6  | The Dapper Dandies Of Dusty Gulch | I Dandy agghindati          | 5 ottobre 2003    |
| 6  | Of Lice And A Men                 | Uomini e batuffoli          | 5 ottobre 2003    |
| 7  | Spelunkheads                      | Le allegre grotte di Carl   | 12 ottobre 2003   |
| 7  | Giggling Island                   | L'isola che ride            | 12 ottobre 2003   |
| 8  | Reggie's Hero                     | Gli eroi di Reg             | 19 ottobre 2003   |
| 8  | Gourmet Rude                      | Alta cucina                 | 19 ottobre 2003   |
| 9  | Mystic Warbugs                    | Mitici Insetti Guerrieri    | 26 ottobre 2003   |
| 9  | X Hits The Spot                   | Che cosa c'è sotto la X?    | 26 ottobre 2003   |
| 10 | The Miracle Of Girth              | Scherzi della scienza       | 2 novembre 2003   |
| 10 | The Purse Of The Mummy            | La borsetta della mummia    | 2 novembre 2003   |
| 11 | A Pair Au Pairs                   | Coppia alla pari            | 9 novembre 2003   |
| 11 | Shocking Tales                    | Il regno delle favole       | 9 novembre 2003   |
| 12 | Reality Bytes                     | Realtà virtuale             | 23 novembre 2003  |
| 12 | Debonairhead                      | Una sfida avventata         | 23 novembre 2003  |
| 13 | Elves' Night Off                  | Elfi per un giorno          | 30 novembre 2003  |
| 13 | Loose Sleuths                     | I due investigatori         | 30 novembre 2003  |
| 14 | Death Takes A Half Day            | Un ospite troppo speciale   | 3 gennaio 2004    |
| 14 | Übertrain                         | Sterling Express            | 3 gennaio 2004    |
| 15 | The Sacrificial Ham               | Polvere del palcoscenico    | 4 gennaio 2004    |
| 15 | Bug Brother Is Watching           | Grande fratello scarafaggio | 4 gennaio 2004    |
| 16 | Space Cadets                      | Cadetti spaziali            | 11 gennaio 2004   |
| 16 | Love Bugs                         | Scarafaggio innamorato      | 11 gennaio 2004   |
| 17 | WereRoach                         | Scarafaggio mannaro         | 18 gennaio 2004   |
| 17 | Remote Control Roach              | Scarafaggio telecomandato   | 18 gennaio 2004   |
| 18 | No Pain No Weight Gain            | Voglio ingrassare           | 25 gennaio 2004   |
| 18 | El Regidente                      | El Regidente                | 25 gennaio 2004   |
| 19 | Sins Of The Teacher II            | Il ritorno della Cerbera    | 1 febbraio 2004   |
| 19 | Robo Reunion                      | Compagni di liceo           | 1 febbraio 2004   |
| 20 | Opposites Detract                 | Il giorno del contrario     | 8 febbraio 2004   |
| 20 | Robo Nurse                        | Infermieri volontari        | 8 febbraio 2004   |
| 21 | Night Of The Living Beds          | La notte dei letti viventi  | 7 marzo 2004      |
| 21 | Superhero Sampler                 | L'approdo dei supereroi     | 7 marzo 2004      |
| 22 | Reggie's Eleven                   | La truffa di Reg            | 14 marzo 2004     |
| 22 | Easter Charade                    | La scarafaggio pasquale     | 14 marzo 2004     |
| 23 | It's A Mad Mad Mad Reg            | Questo pazzo pazzo Reg      | 21 marzo 2004     |
| 23 | Gold Fever                        | La febbre dell'oro          | 21 marzo 2004     |
| 24 | Spitting Images                   | Scuola di pittura           | 12 giugno 2004    |
| 24 | Youth Juice                       | Il succo di giovinezza      | 12 giugno 2004    |
| 25 | The Living Bro                    | Un fratellino vero          | 13 giugno 2004    |
| 25 | The Fly Who Loved Me              | La mosca che mi amava       | 13 giugno 2004    |
| 26 | Road To Ubugme                    | La strada per Bacoville     | 14 giugno 2004    |
| 26 | Ticking Time Bug                  | Dolci ricordi               | 14 giugno 2004    |